# Li Xiuchen
Xiuchen Li (30 gennaio 2001) è una sincronetta cinese.

## Palmarès
- Mondiali

Doha 2024: oro nella gara a squadre (programma libero).
Singapore 2025: oro nella gara a squadre (programma tecnico) e nella gara a squadre (programma libero).

### Coppa del Mondo
- 2 podi:
  - 2 vittorie (2 nella gara a squadre)

#### Coppa del mondo - vittorie
| Data           | Luogo | Paese | Disciplina   |
| -------------- | ----- | ----- | ------------ |
| 13 giugno 2025 | Xi'an | Cina  | Team tecnico |
| 14 giugno 2025 | Xi'an | Cina  | Team libero  |